# Tour of Britain 2008
Il Tour of Britain 2008, quinta edizione della corsa, si svolse dal 7 al 14 settembre 2008 su un percorso di 1159 km ripartiti in 8 tappe, con partenza da Londra e arrivo a Liverpool. Fu vinto dal francese Geoffroy Lequatre della Agritubel davanti al britannico Stephen Cummings e al britannico Ian Stannard.

## Tappe
| Tappa  | Data         | Percorso                   | km   | Vincitore di tappa    | Leader cl. generale   |
| ------ | ------------ | -------------------------- | ---- | --------------------- | --------------------- |
| 1ª     | 7 settembre  | Londra > Londra            | 86   | Alessandro Petacchi   | Alessandro Petacchi   |
| 2ª     | 8 settembre  | Milton Keynes > Newbury    | 145  | Matthew Goss          | Alessandro Petacchi   |
| 3ª     | 9 settembre  | Chard > Burnham-on-Sea     | 185  | Emilien-Benoit Bergès | Emilien-Benoit Bergès |
| 4ª     | 10 settembre | Worcester > Stoke-on-Trent | 156  | Edvald Boasson Hagen  | Geoffroy Lequatre     |
| 5ª     | 11 settembre | Hull > Dalby Forest        | 168  | Edvald Boasson Hagen  | Geoffroy Lequatre     |
| 6ª     | 12 settembre | Darlington > Gateshead     | 156  | Alessandro Petacchi   | Geoffroy Lequatre     |
| 7ª     | 13 settembre | Glasgow > Dumfries         | 153  | Edvald Boasson Hagen  | Geoffroy Lequatre     |
| 8ª     | 14 settembre | Blackpool > Liverpool      | 110  | Alessandro Petacchi   | Geoffroy Lequatre     |
| Totale | Totale       | Totale                     | 1159 |                       |                       |

## Dettagli delle tappe

### 1ª tappa
- 7 settembre: Londra > Londra – 86 km

| Pos. | Corridore           | Squadra    | Tempo    |
| ---- | ------------------- | ---------- | -------- |
| 1    | Alessandro Petacchi | LPR Brakes | 1h51'54" |
| 2    | Robert Hayles       |            | s.t.     |
| 3    | Magnus Backstedt    | Slipstream | s.t.     |

| Pos. | Corridore           | Squadra    | Tempo    |
| ---- | ------------------- | ---------- | -------- |
| 1    | Alessandro Petacchi | LPR Brakes | 1h51'44" |
| 2    | Robert Hayles       |            | a 4"     |
| 3    | Daryl Impey         | Barloworld | s.t.     |

### 2ª tappa
- 8 settembre: Milton Keynes > Newbury – 145 km

| Pos. | Corridore    | Squadra       | Tempo    |
| ---- | ------------ | ------------- | -------- |
| 1    | Matthew Goss | CSC-Saxo Bank | 3h25'11" |
| 2    | Julian Dean  | Slipstream    | s.t.     |
| 3    | Chris Sutton | Slipstream    | s.t.     |

| Pos. | Corridore           | Squadra       | Tempo    |
| ---- | ------------------- | ------------- | -------- |
| 1    | Alessandro Petacchi | LPR Brakes    | 5h16'55" |
| 2    | Matthew Goss        | CSC-Saxo Bank | s.t.     |
| 3    | Danilo Di Luca      | LPR Brakes    | a 2"     |

### 3ª tappa
- 9 settembre: Chard > Burnham-on-Sea – 185 km

| Pos. | Corridore             | Squadra    | Tempo    |
| ---- | --------------------- | ---------- | -------- |
| 1    | Emilien-Benoit Bergès | Agritubel  | 4h49'22" |
| 2    | Geoffroy Lequatre     | Agritubel  | a 30"    |
| 3    | Gabriele Bosisio      | LPR Brakes | s.t.     |

| Pos. | Corridore             | Squadra    | Tempo     |
| ---- | --------------------- | ---------- | --------- |
| 1    | Emilien-Benoit Bergès | Agritubel  | 10h06'17" |
| 2    | Geoffroy Lequatre     | Agritubel  | a 29"     |
| 3    | Gabriele Bosisio      | LPR Brakes | a 36"     |

### 4ª tappa
- 10 settembre: Worcester > Stoke-on-Trent – 156 km

| Pos. | Corridore            | Squadra    | Tempo    |
| ---- | -------------------- | ---------- | -------- |
| 1    | Edvald Boasson Hagen | Columbia   | 3h36'11" |
| 2    | Giairo Ermeti        | LPR Brakes | s.t.     |
| 3    | Danilo Di Luca       | LPR Brakes | a 4"     |

| Pos. | Corridore         | Squadra    | Tempo     |
| ---- | ----------------- | ---------- | --------- |
| 1    | Geoffroy Lequatre | Agritubel  | 13h43'06" |
| 2    | Stephen Cummings  | Barloworld | a 6"      |
| 3    | Gabriele Bosisio  | LPR Brakes | a 10"     |

### 5ª tappa
- 11 settembre: Hull > Dalby Forest – 168 km

| Pos. | Corridore            | Squadra       | Tempo    |
| ---- | -------------------- | ------------- | -------- |
| 1    | Edvald Boasson Hagen | Columbia      | 3h46'23" |
| 2    | Matthew Goss         | CSC-Saxo Bank | a 4"     |
| 3    | Danilo Di Luca       | LPR Brakes    | a 7"     |

| Pos. | Corridore         | Squadra    | Tempo     |
| ---- | ----------------- | ---------- | --------- |
| 1    | Geoffroy Lequatre | Agritubel  | 17h29'40" |
| 2    | Stephen Cummings  | Barloworld | a 6"      |
| 3    | Gabriele Bosisio  | LPR Brakes | a 10"     |

### 6ª tappa
- 12 settembre: Darlington > Gateshead – 156 km

| Pos. | Corridore            | Squadra    | Tempo    |
| ---- | -------------------- | ---------- | -------- |
| 1    | Alessandro Petacchi  | LPR Brakes | 3h45'09" |
| 2    | Robert Hayles        |            | s.t.     |
| 3    | Edvald Boasson Hagen | Columbia   | s.t.     |

| Pos. | Corridore         | Squadra    | Tempo     |
| ---- | ----------------- | ---------- | --------- |
| 1    | Geoffroy Lequatre | Agritubel  | 21h14'49" |
| 2    | Stephen Cummings  | Barloworld | a 6"      |
| 3    | Daniel Martin     | Slipstream | a 14"     |

### 7ª tappa
- 13 settembre: Glasgow > Dumfries – 153 km

| Pos. | Corridore            | Squadra       | Tempo    |
| ---- | -------------------- | ------------- | -------- |
| 1    | Edvald Boasson Hagen | Columbia      | 3h45'18" |
| 2    | Matthew Goss         | CSC-Saxo Bank | s.t.     |
| 3    | Daryl Impey          | Barloworld    | s.t.     |

| Pos. | Corridore         | Squadra    | Tempo     |
| ---- | ----------------- | ---------- | --------- |
| 1    | Geoffroy Lequatre | Agritubel  | 25h02'25" |
| 2    | Stephen Cummings  | Barloworld | a 6"      |
| 3    | Daniel Martin     | Slipstream | a 14"     |

### 8ª tappa
- 14 settembre: Blackpool > Liverpool – 110 km

| Pos. | Corridore           | Squadra    | Tempo    |
| ---- | ------------------- | ---------- | -------- |
| 1    | Alessandro Petacchi | LPR Brakes | 2h19'25" |
| 2    | Julian Dean         | Slipstream | s.t.     |
| 3    | Robert Hunter       | Barloworld | s.t.     |

| Pos. | Corridore         | Squadra         | Tempo     |
| ---- | ----------------- | --------------- | --------- |
| 1    | Geoffroy Lequatre | Agritubel       | 27h21'49" |
| 2    | Stephen Cummings  | Barloworld      | a 5"      |
| 3    | Ian Stannard      | Landbouwkrediet | a 14"     |

## Classifiche finali

### Classifica generale
| Pos. | Corridore             | Squadra                                            | Tempo     |
| ---- | --------------------- | -------------------------------------------------- | --------- |
| 1    | Geoffroy Lequatre     | Agritubel                                          | 27h21'49" |
| 2    | Stephen Cummings      | Barloworld                                         | a 5"      |
| 3    | Ian Stannard          | Landbouwkrediet-Tonissteiner                       | a 14"     |
| 4    | Daniel Martin         | Team Slipstream-Chipotle                           | a 15"     |
| 5    | Gabriele Bosisio      | LPR Brakes-Ballan                                  | a 16"     |
| 6    | Benny De Schrooder    | AN Post-M. Donnelly-Grant Thornton-Sean Kelly Team | a 20"     |
| 7    | Daniel Fleeman        | AN Post-M. Donnelly-Grant Thornton-Sean Kelly Team | a 25"     |
| 8    | Frederik Veuchelen    | Topsport Vlaanderen                                | a 29"     |
| 9    | Emilien-Benoit Bergès | Agritubel                                          | a 50"     |
| 10   | Russell Downing       | Pinarello RT                                       | a 1'25"   |